# Subdivisões das Filipinas

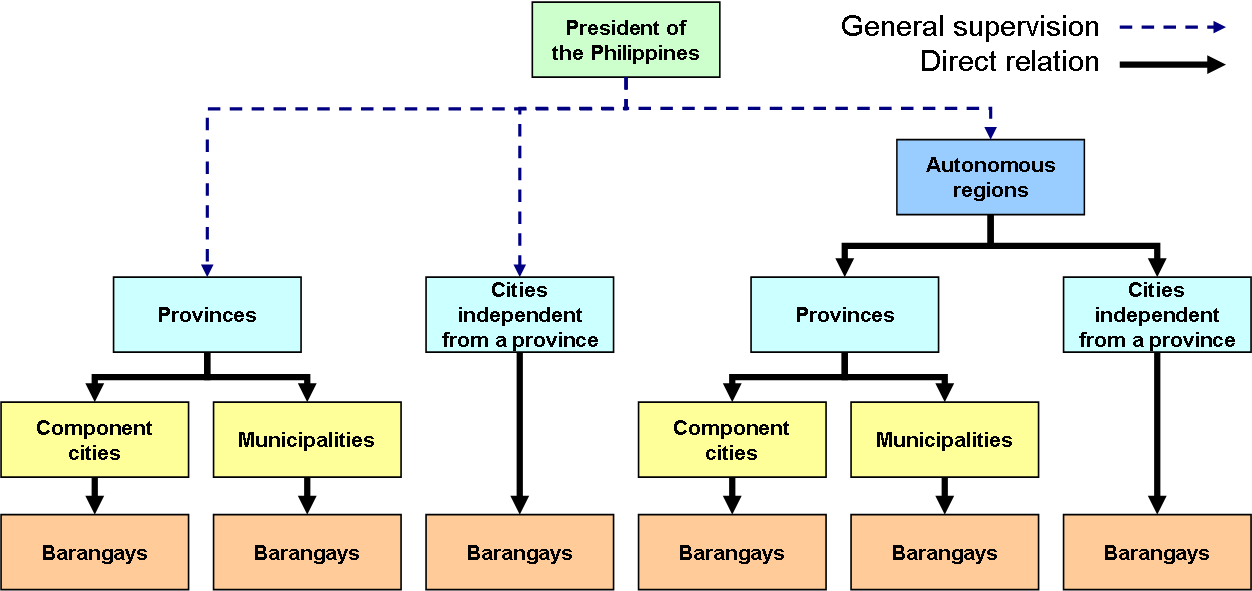
Hieraquia governanmental das Filipinas.

Este artigo trata das Subdivisões das Filipinas.
As Filipinas estão organizadas numa hierarquia de unidades de governo local, em que a província é a unidade primária. As províncias subdividem-se em cidades e municípios que, por sua vez, se compõem de “barangays”, que são a mais pequena unidade de governo. Em 2002, havia 79 províncias.
Exceto a capital, Manila, todas as províncias se agrupam em regiões. São 17 regiões administrativas onde os diversos ministérios estabelecem escritórios regionais, mas as regiões não têm um governo local separado, com exceção da Região Autónoma Muçulmana de Mindanau (Autonomous Region in Muslim Mindanao ou ARMM) e Cordillera.
Por sua vez, várias regiões são juntas em grupos de ilhas:
- Luzon (Regiões I a V + RCN + RAC)
- Visayas (Regiões VI a VIII) e
- Mindanao (Regiões IX a XIII + RAMM)

## Regiões
- Ilocos (Região I)
- Vale de Cagaiã (Região II)
- Lução Central (Região III)
- Calabarção (Região IV-A) [nota 1]
- MIMAROPA ou, oficialmente, Região Tagalo do Sudoeste (Região IV-B) [nota 2]
- Bicol (Região V)
- Vissaias Ocidentais (Região VI)
- Vissaias Centrais (Região VII)
- Vissaias Orientais (Região VIII)
- Península de Zamboanga (Região IX)
- Mindanau Setentrional (Região X)
- Davau (Região XI)
- SOCCSKSARGEN (Região XII)[nota 2]
- Caraga (Região XIII)
- Região Autónoma de Bangsamoro no Mindanau Muçulmano
- Região Administrativa de Cordillera (CAR)
- Região da Capital Nacional (NCR) (Metro Manila)

## Distritos Legislativos
Além disso, as Filipinas também são divididas em distritos legislativos. Os distritos legislativos podem ser uma única província, um grupo de cidades e/ou municípios, uma única cidade, ou, nos casos em que uma cidade tem uma grande população, um grupo de barangays.
O objetivo dos distritos legislativos é para a eleição de representantes para a Câmara dos Deputados, e na maioria dos casos, também os representantes do Panlalawigan Sangguniang (conselho provincial) ou Panlungsod Sangguniang (vereadores). Os Distritos Legislativos não exercem funções administrativas.